# Cyberlocks

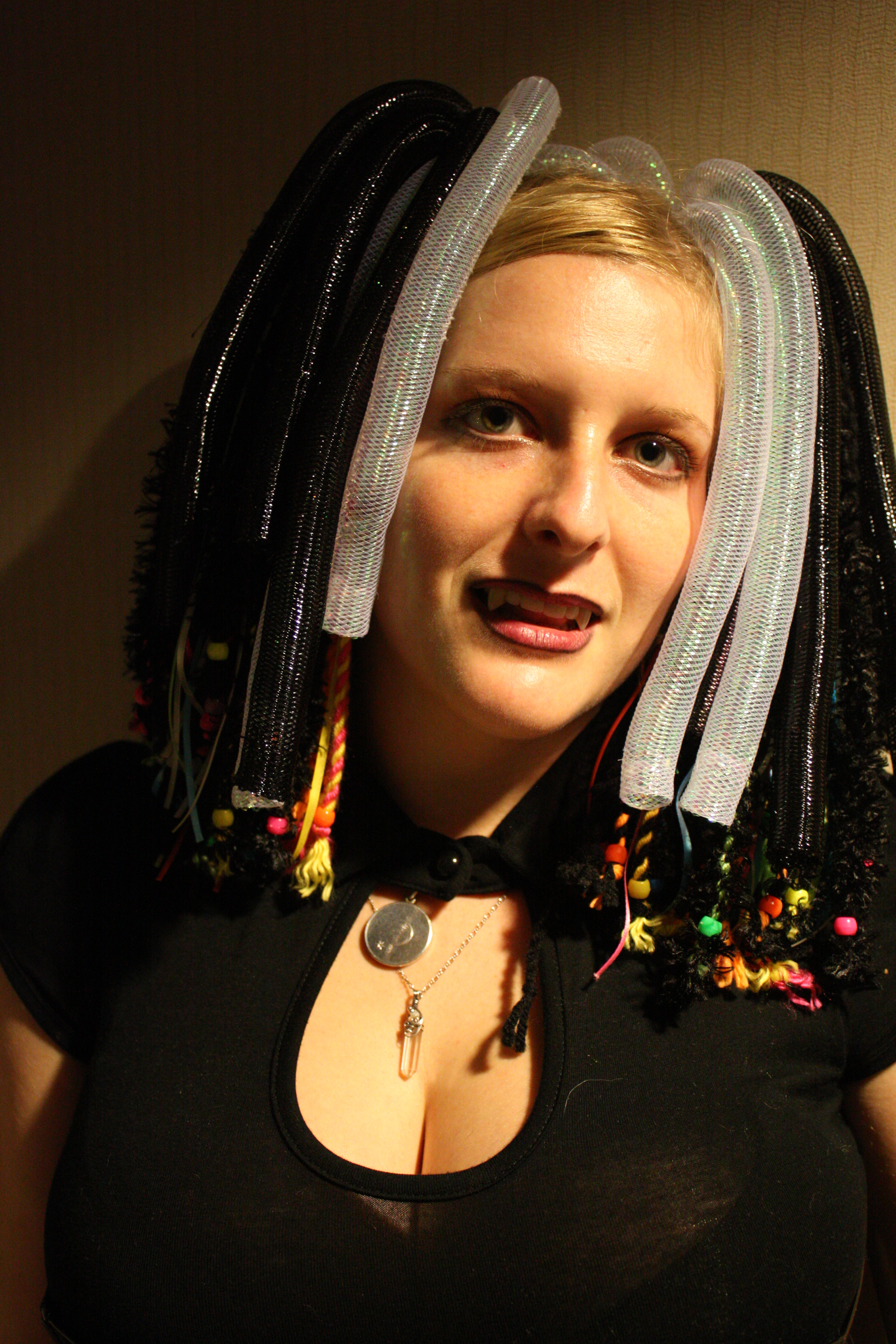
Cyberlocks

Cyberlocks zijn elastische holle buizen van synthetisch haar.
Cyberlocks zien eruit als natuurlijke dreadlocks en worden vooral door cybergoths gedragen als fashionstatement.